# Картечен пистолет
Картечен пистолет е късоцевно оръжие, с което може да се стреля на автоматична стрелба. Повечето картечни пистолети имат пълнител с повишен капацитет. Поради специфичното предназначение на картечните пистолети и конструкцията им, обикновено точността на водене на автоматична стрелба не е особено добра. Картечните пистолети водят ефективен огън на разстояния до 200 метра.
Картечният пистолет стреля с пистолетни патрони. Има конструкции картечни пистолети, които водят стрелба с боеприпаси от калибрите 7,62 ТТ; 7,63 Маузер; 7,65×17; 9×18 Макаров; 9×19 Парабеллум; 9×21; 9 Щайер; 9,2×18 ПМ; ,45 АКП и други.
Много хора бъркат картечните пистолети (или наратко КП) с автоматите. Картечните пистолети са автоматични оръжия, но все пак са пистолети, защото използват пистолетни патрони. Именно боеприпасът определя типа на оръжието. Обикновено работят на принципа „откат на свободния затвор“ – същият, който се ползва и при „Макаров“. Трябва да се отбележи, че картечни и автоматични пистолети е едно и също. Автоматични пистолети често наричат обикновените пистолети, които водят само единичен огън и всъщност са полуавтоматични (самозарядни).
Легендарните руски автомати от ВСВ „Шпагин“ и „Судаев“ са всъщност КП. Те работят с патрони за ТТ (7,62×25). Немските MP40 погрешно наричани „шмайзери“ (самия оръжеен конструктор Хуго Шмайсер няма нищо общо с тях) също са картечни пистолети, тъй като използват патрони 9×19. Най – популярните КП са чешкият „Скорпион“ (калибър 7,65; 9×17; 9×18 и 9×19), израелският „Узи“ (калибър 9×19), американският „Инграм“ (9×19 и 45 калибър). „Берета“, както и „Хеклер и Кох“ също имат такива модели калибър 9×19. Руският „Стечкин“ използва патрони за „Макаров“ (9×18). В България също е разработен КП наречен „Шипка“ (с калибър 9×18 „Макаров“ и 9×19 „Лугер“).
Поради своите специфични особености за това, че са сравнително компактни, автоматични и скорострелни КП се ползват с популярност в престъпния свят. Заради сравнително ниската си поразяваща способност и далекобойност днес КП не се използват в армиите, но са на въоръжение в полицията и в специалните подразделения.